# Балка Приватна
Балка Приватна — балка (річка) в Україні у Троїцькому й Сватівському районах Луганської області. Ліва притока річки Дуванки (басейн Дону).

## Опис
Довжина балки приблизно 9,50 км, найкоротша відстань між витоком і гирлом — 7,91 км, коефіцієнт звивистості річки — 1,20. Формується декількома струмками та загатами. На деяких ділянках балка пересихає.

## Розташування
Бере початок у селі Бараничеве. Тече переважно на південний захід через села Богородицьке та Верхню Дуванку і впадає в річку Дуванку, праву притоку річки Красна.

## Цікаві факти
- У XX столітті на балці існували молочно-тваринна ферма (МТФ), газгольдер та газова свердловина[2], а у XIX столітті — багато вітряних млинів[1].